# Pizzicato-Polka (1869)
Die Pizzicato-Polka ist eine Polka, die von den Brüdern Johann und Josef Strauss gemeinsam komponiert wurde. Das Werk wurde am 24. Juni 1869 in Pawlowsk in Russland erstmals aufgeführt.

## Einzelnachweis
1. ↑  Quelle: Englische Version des Booklets (Seite 118) in der 52 CDs umfassenden Gesamtausgabe der Orchesterwerke von Johann Strauß (Sohn), Hrsg. Naxos (Label). Das Werk ist als dritter Titel auf der 46. CD zu hören.